# Shorttrack-Europameisterschaften 2019
Die Shorttrack-Europameisterschaften 2019 waren die 23. Auflage der Shorttrack-Europameisterschaften und fanden vom 11. bis 13. Januar 2019 im Sportboulevard Dordrecht in der niederländischen Stadt Dordrecht statt. Ausrichter war die Internationale Eislaufunion (ISU).
Insgesamt wurden zehn Europameistertitel vergeben, jeweils einer im Mehrkampf und in der Staffel an Männer und Frauen sowie über die Einzelstrecken über 500, 1000 und 1500 Meter. Um den Mehrkampfeuropameister zu ermitteln, bestritten die Athleten Wettkämpfe über die drei Distanzen 500 m, 1000 m und 1500 m. Die acht in der Mehrkampfwertung bestplatzierten Athleten nach diesen drei Strecken traten dann im 3000-m-Superfinale an.
Erfolgreichster Teilnehmer war der Ungar Shaolin Sándor Liu, der drei Gold- und zwei Silbermedaillen gewann, darunter den Titel im Mehrkampf. Bei den Frauen entschied Suzanne Schulting aus der Niederlande das Rennen über 1500 Meter und die Mehrkampf-Gesamtwertung für sich. Das Staffelfinale bei den Frauen gewann die Niederlande vor Russland und Ungarn, bei den Männern siegte Ungarn vor der Niederlande und Russland.

## Teilnehmende Nationen
Insgesamt nahmen 131 Athleten aus 24 Ländern an den Europameisterschaften teil, darunter 72 Männer und 59 Frauen.
| Teilnehmende Nationen (Frauen/Männer)                                                                        | Teilnehmende Nationen (Frauen/Männer)                                                      | Teilnehmende Nationen (Frauen/Männer)                                                       | Teilnehmende Nationen (Frauen/Männer)                                                   |
| --- | ------------------------------------------------------------------------------------------ | ------------------------------------------------------------------------------------------- | --------------------------------------------------------------------------------------- |
| Belarus (4/4) Belgien (2/5) Bosnien und Herzegowina (0/1) Bulgarien (2/1) Deutschland (5/2) Frankreich (4/5) | Großbritannien (2/5) Irland (0/2) Israel (0/1) Italien (5/5) Kroatien (4/2) Lettland (0/4) | Luxemburg (0/1) Niederlande (5/5) Österreich (0/2) Polen (5/5) Russland (5/5) Serbien (0/1) | Slowakei (2/0) Slowenien (0/1) Tschechien (5/1) Türkei (0/5) Ukraine (4/4) Ungarn (5/5) |

## Ergebnisse

### Frauen
| Wettbewerb             | Gold                                                                                            | Gold         | Silber | Silber       | Bronze                                                               | Bronze       |
| Wettbewerb             | Athletin                                                                                        | Leistung     | Athletin | Leistung     | Athletin                                                             | Leistung     |
| ---------------------- | ----------------------------------------------------------------------------------------------- | ------------ | --- | ------------ | -------------------------------------------------------------------- | ------------ |
| 500 Meter              | Natalia Maliszewska                                                                             | 0:42,842 min | Martina Valcepina                                                                                                | 0:43,241 min | Lara van Ruijven                                                     | 0:43,507 min |
| 1000 Meter             | Sofja Proswirnowa                                                                               | 1:29,045 min | Tifany Huot-Marchand                                                                                             | 1:29,101 min | Elise Christie                                                       | 1:29,247 min |
| 1500 Meter             | Suzanne Schulting                                                                               | 2:29,181 min | Elise Christie                                                                                                   | 2:29,416 min | Sofja Proswirnowa                                                    | 2:29,706 min |
| 3000 Meter Superfinale | Suzanne Schulting                                                                               | 5:06,350 min | Hanne Desmet | 5:07,438 min | Elise Christie                                                       | 5:07,904 min |
| 3000 Meter Staffel     | Niederlande Rianne de Vries Suzanne Schulting Yara van Kerkhof Lara van Ruijven Tineke den Dulk | 4:09,396 min | Russland Jekaterina Jefremenkowa Jekaterina Konstantinowa Emina Malagitsch Sofja Proswirnowa Jewgenija Sacharowa | 4:10,446 min | Ungarn Sára Luca Bácskai Petra Jászapáti Marta Knoch Barbara Somogyi | 4:14,412 min |
| Gesamtwertung          | Suzanne Schulting                                                                               | 76 Punkte    | Sofja Proswirnowa                                                                                                | 57 Punkte    | Elise Christie                                                       | 47 Punkte    |

### Männer
| Wettbewerb             | Gold                                                                        | Gold         | Silber                                                                   | Silber       | Bronze                                                                                              | Bronze       |
| Wettbewerb             | Athlet                                                                      | Leistung     | Athlet                                                                   | Leistung     | Athlet                                                                                              | Leistung     |
| ---------------------- | --------------------------------------------------------------------------- | ------------ | ------------------------------------------------------------------------ | ------------ | --------------------------------------------------------------------------------------------------- | ------------ |
| 500 Meter              | Shaoang Liu                                                                 | 0:41,120 min | Shaolin Sándor Liu                                                       | 0:41,202 min | Pawel Sitnikow                                                                                      | 0:41,338 min |
| 1000 Meter             | Semjon Jelistratow                                                          | 1:24,624 min | Shaolin Sándor Liu                                                       | 1:24,702 min | Denis Airapetjan                                                                                    | 1:24,816 min |
| 1500 Meter             | Shaolin Sándor Liu                                                          | 2:13,579 min | Shaoang Liu                                                              | 2:13,665 min | Semjon Jelistratow                                                                                  | 2:13,740 min |
| 3000 Meter Superfinale | Yuri Confortola                                                             | 4:43,014 min | Vladislav Bykanov                                                        | 4:44,701 min | Shaoang Liu                                                                                         | 4:46,026 min |
| 5000 Meter Staffel     | Ungarn Csaba Burján Cole Krueger Shaoang Liu Shaolin Sándor Liu Alex Varnyú | 6:54,168 min | Niederlande Daan Breeuwsma Jasper Brunsmann Itzhak de Laat Dennis Visser | 6:54,249 min | Russland Denis Airapetjan Semjon Jelistratow Alexander Schulginow Pawel Sitnikow Konstantin Iwlijew | 6:59,609 min |
| Gesamtwertung          | Shaolin Sándor Liu                                                          | 84 pts       | Shaoang Liu                                                              | 71 pts       | Semjon Jelistratow                                                                                  | 55 Punkte    |

## Medaillenspiegel
| Platz  | Land           | Gold | Silber | Bronze | Gesamt |
| ------ | -------------- | ---- | ------ | ------ | ------ |
| 1      | Ungarn         | 4    | 4      | 1      | 9      |
| 2      | Niederlande    | 3    | 1      | 1      | 5      |
| 3      | Russland       | 2    | 2      | 6      | 10     |
| 4      | Polen          | 1    | –      | –      | 1      |
| 5      | Großbritannien | –    | 1      | 2      | 3      |
| 6      | Frankreich     | –    | 1      | –      | 1      |
| 6      | Italien        | –    | 1      | –      | 1      |
| Gesamt | Gesamt         | 10   | 10     | 10     | 30     |